# Park Inn Berlin
Park Inn Berlin-Alexanderplatz är en skyskrapa i Berlin i Tyskland. Byggnaden är, med sina 125 meter, stadens högsta flervåningshus och den högsta hotellbyggnaden i hela Tyskland. Den 41 våningar höga byggnaden finns i stadsdelen Mitte, precis intill Alexanderplatz, i centrala Berlin. Under DDR-tiden var det känt under namnet Stadt Berlin och senare som Forum Hotel.
Hotellet byggdes i samband med att man byggde om Alexanderplatz på 1960-talet. Hotellbyggnaden uppfördes 1967-1970. Det öppnade 7 oktober 1970 som Interhotel Stadt Berlin med 2 000 bäddar i 1 006 rum. Hotellets främsta funktion då var att härbärgera delegationer från stater i Warszawapakten. Efter murens fall 1989 fick hotellet det nya namnet Hotel Forum. Det renoverades i olika omgångar där bland annat fasaden renoverades 2005.

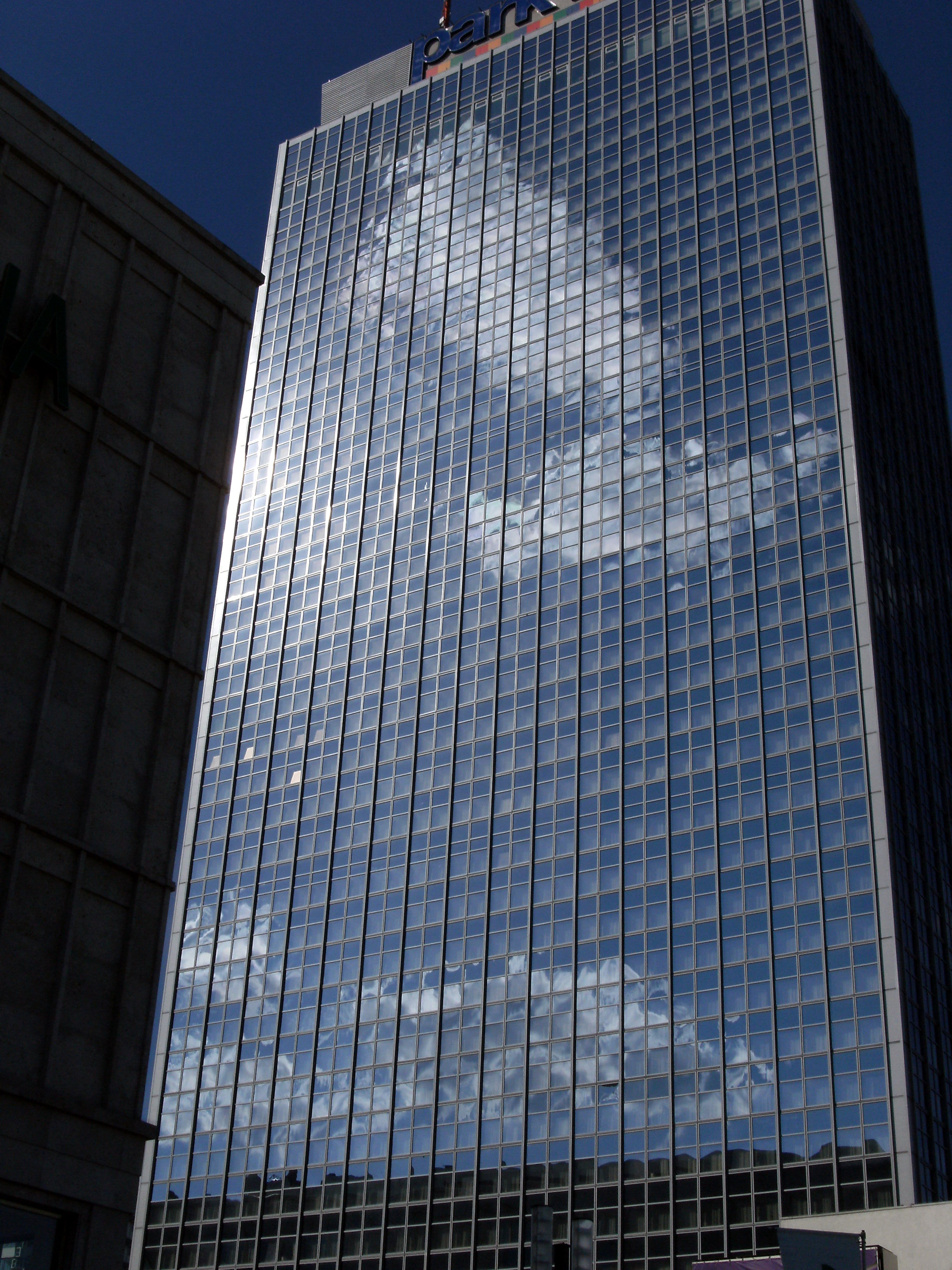
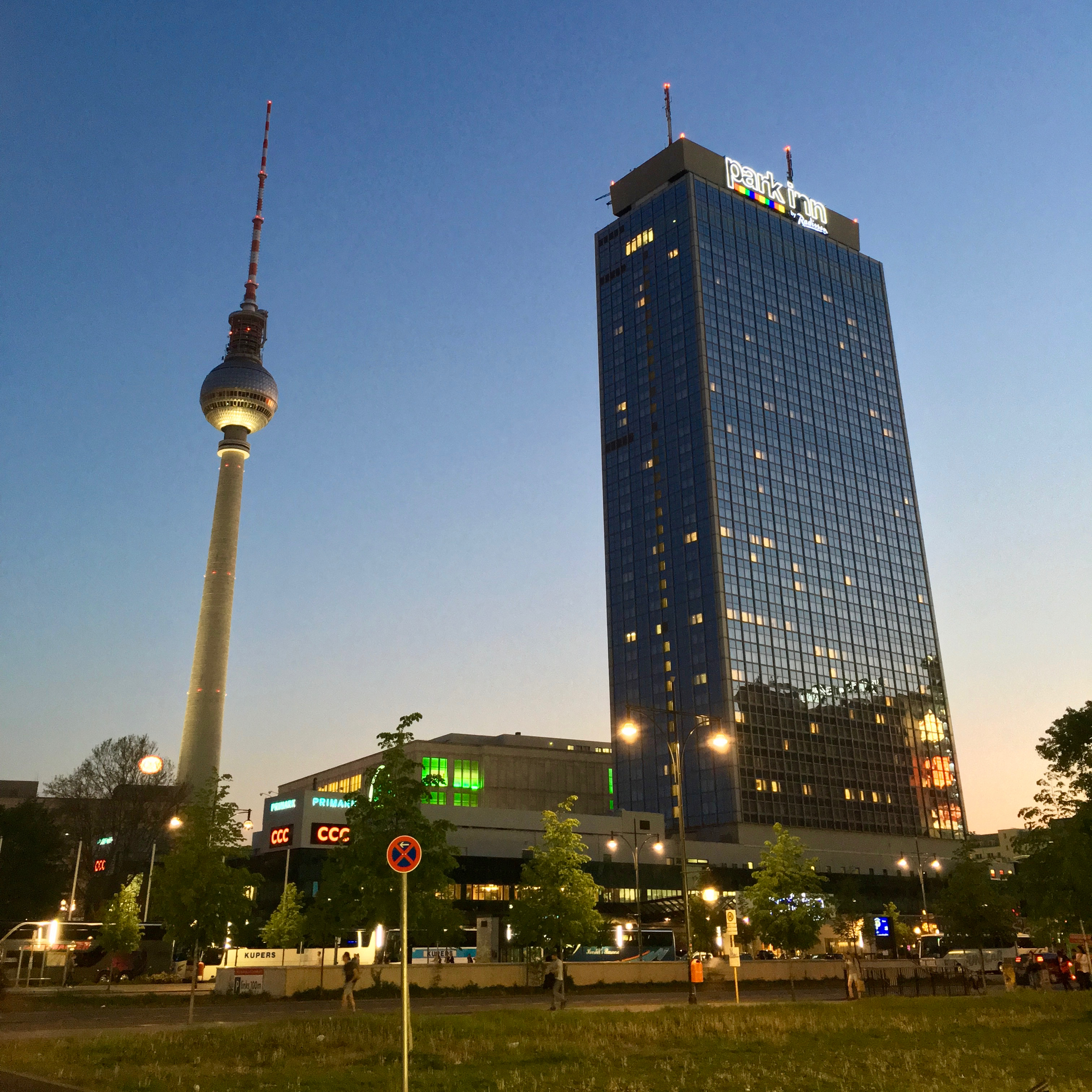
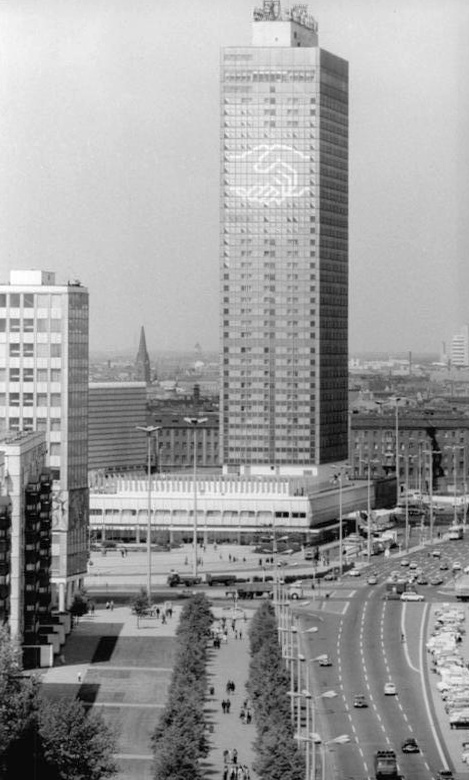
Park Inn 1976